# Тигран I
Тигран I је био краљ Велике Јерменије (115-95. п. н. е..), други син Арташеса I. Историчар Мовсес Хоренаци га је назвао Тиранином. Наследио је свог старијег брата Артавазда I .
О његовим активностима се мало зна. Познато је да је под влашћу Арташеса I водио западнојерменску област . За време владавине Артавазда I убио је свог млађег брата, мајора Мажанија .
Познато је да се дуго борио са Партског царства за хегемонију у региону . Под његовом влашћу, јерменска привреда је расла. Исковао је много новчића својим портретом. На предњој страни новчића, гледајући лево, приказан је краљ, а на полеђини - бог Арамазд.
Након његове смрти, престо је прешао на његовог сина Тиграна Великог (95-55. п. н. е.) .